# Charade (film, 1953)
Charade est un film à sketches américain réalisé par Roy Kellino et produit par l'acteur britannique James Mason et sa femme Pamela, sorti en 1953. 

## Synopsis
Le film se compose de trois segments différents, présentés et commentés par le couple James Mason et Pamela Mason à la manière d'une pièce de théâtre. Ce trio de saynètes permet aux deux stars britanniques de jouer successivement sur plusieurs registres, passant du genre policier à la comédie.     

### Portrait d'un meurtrier (Portrait of a Murderer)
À Paris, une femme vivant dans une pension de famille est témoin d'un meurtre et découvre que l'assassin est en réalité son voisin de palier.

### Duel à l'aube (Duel at Dawn)
Lors d'une partie de cartes, un jeune officier austro-hongrois provoque délibérément en duel un ami pour tester son courage et sa bravoure. 

### La touche Midas (The Midas Touch)
Sur les conseils d'un collègue de travail, un miliardaire décide de laisser tomber sa fortune pour mener une vie simple mais devient milliardaire malgré lui.

## Fiche technique
- Titre : Charade
- Réalisation : Roy Kellino
- Scénario : James Mason et Pamela Mason
- Montage : Maurice Wright
- Production : James Mason
- Société de production : Portland Pictures
- Pays d'origine : États-Unis
- Langue : anglais
- Format : Noir et blanc
- Genre : Drame
- Durée : 83 minutes
- Dates de sortie : 1953

## Distribution
- James Mason :
- Pamela Mason :
- Scott Forbes :
- Paul Cavanagh :
- Bruce Lester :